# Fintis
Fintis fou una filòsofa pitagòrica, probablement del segle III aC, nascuda a Crotona. Va escriure una obra filosòfica sobre el bon comportament de les dones, però només s’han conservat dos extractes dins l’obra d’Estobeu Sobre la temprança de la dona.

## Biografia
Segons Estobeu, Fintis era filla d'un tal Cal·lícrates. El professor emèrit de grec a la Universitat de Helsinki, Holger Thesellff, suggerí que aquest Calícrates podria identificar-se amb Calicràtides, un general espartà que va morir a la batalla naval d’Arginusas durant la guerra del Peloponès. Si fou cert això, Fintis hauria estat una espartana que hauria pogut néixer cap a finals del segle V aC, i el seu floriment intel·lectual hauria tingut lloc més aviat durant el segle IV aC. Al seu lloc, Iàmblic de Calcis, famós filòsof neoplatònic del segle III aC menciona una Fintis en la seva llista de pitagòrics femenins; diu que ella era de Crotona i que el seu pare s’anomenava Teofris. L’expert I. M. Plant sosté que la Fintis de Iàmblic, tot i que també fou pitagòrica, és diferent de la Fintis d’Estobeu.

## Obra
Dos fragments atribuïts a Fintis es conserven a Estobeu. No obstant això, no tots els experts estan d’acord que aquests siguin autèntics: Lefkowitz i Fant argumenten que les obres atribuïdes a les dones pitagòriques, incloent-hi aquí Fintis, eren en realitat exercicis retòrics escrits per homes. Estan escrites en el dialecte dòric i equivalen a unes vuitanta línies de prosa. El llenguatge utilitzat data dels voltants del segle IV aC, tot i que algunes de les seves característiques semblen arcaismes deliberats; probablement fou compost al segle III aC, tot i que Fridrich Wilhem va suggerir el segle II aC com una data més tardana. Els fragments discuteixen les diferències entre homes i dones i defensen la castedat com la virtut més important de les dones gregues. Expressa una sèrie de formes segons les quals les dones han de practicar l’autocontrol, i conclouen que la forma més efectiva és tenir relacions sexuals amb el seu marit només per a produir fills legítims. Juntament amb la defensa de la castedat, Fintis sosté que la pràctica de la filosofia és aconsellable tant per les dones com pels homes. Pel que fa als fragments que van sobreviure, incorporen la tesi pitagòrica que les naturaleses dels homes i les dones, bo i tenir molt en comú en algunes de les seves formes essencials, són diferents: “Una dona ha de ser del tot bona i ordenada: sense l’excel·lència mai es tornaria així. L’excel·lència apropiada als ulls fa que els ulls siguin apropiats a l’oïda, la facultat d’escoltar, l’adequat per a un cavall, un cavall, l’adequat a un home, un home. Així també l’excel·lència apropiada per una dona és la moderació. Per, en relació amb aquesta virtut, ella podrà honorar i estimar al seu espòs”. (Fragment del text “Sobre la moderació de la dona”).
La filòsofa el que pretén expressar és que l'excel·lència és diferent segons la persona i considera que la moderació és l'atribut més adient en les dones. Sobre les qualitats del cos pensa que són desitjables en ambdós gèneres, ja que el cos és salut, força, claredat de percepció i bellesa. Fintis afirma que la moderació és més oportuna per una dona virtuosa. El món perfecte per a Fintis seria que les dones ignorin les realitats de la seva situació social. Donat que l’ordre social és com és, ella planteja la pregunta si és nostra la responsabilitat moral de viure les nostres vides d’acord amb qualsevol moral. La teoria té en compte les nostres circumstàncies especials i personals. La filòsofa sosté també que, si no s’exerciten les virtuts del coratge i la saviesa, la comunitat patirà enganys i violència, tant d’altres ciutats com dels seus propis membres. D’altra banda, descriu que quan es va casar, ella va fer un jurament, igualment els seus pares i tots els seus parents. Tal jurament fou pels déus d’ella amb el propòsit d’assegurar la divina protecció de tota la família i la infidelitat, diu, posa en perill aquesta protecció i per tant, també, a tota la família. A més de la injustícia que la dona comet contra la família quan posa en perill la seva protecció divina, comet amb aquest fet un delicte civil contra la seva polis. El matrimoni transfereix la custòdia d’una dona dels seus pares al seu marit. La dona viola aquesta tutela per "no romandre entre els que foren deliberadament nomenats per a ella". Aquest no és un crim pitjor que els que normalment es castiguen amb la mort. La dona infidel no pot esperar misericòrdia, tampoc perquè els reclams exculpatoris habituals (engany o força física per part del seu amant) no estan disponibles: la seva motivació per violar la llei fou el més bàsic dels motius criminals: el plaer.